# 2014 год в истории метрополитена
В этой статье перечисляются основные  события из истории метрополитенов в 2014 году. Полужирным шрифтом выделены открытия новых транспортных систем.

## События

### Первое полугодие
- 1 января — стоимость разового билета для проезда в московском метро была повышена до 40 рублей, выше прежнего на 10 рублей[1].
- 15 января — открыта первая очередь электродепо «Братеево»[2].
- 22 января — при работах на МК МЖД близ станции Кожухово строительная свая пробила тоннель на перегоне между станциями московского метрополитена «Автозаводская» и «Коломенская», в результате чего на несколько часов было ограничено движение поездов на южном радиусе Замоскворецкой линии[3][4][5].
- 31 января — открыта станция Московского метрополитена «Деловой центр» на участке «Деловой центр» — «Парк Победы»[6].
- 18 февраля — для воспрепятствования проведению протестов на Майдане Незалежности и прилегающей к ней территории была остановлена работа Киевского метрополитена[7].
- 27 февраля — открыты две станции Московского метрополитена «Лесопарковая» и «Битцевский парк».
- 28 марта — открыта линия M4 (7,4 км. 10 станций) Будапештского метрополитена[8].
- 5 апреля — открыт Панамский метрополитен, первый в Центральной Америке[9].
- 29 апреля — открыт метрополитен Чанши (Китай)[10].
- 30 мая — открыт метрополитен Нинбо (Китай).
- 3 июня — открыта 29-я станция Минского метрополитена «Малиновка»[11].
- 8 июня — открыт Мумбайский метрополитен (Индия).
- 11 июня — открыт метрополитен Салвадора (Бразилия).

### Второе полугодие
- 1 июля — открыт Метрополитен Уси (Китай).
- 8 июля — станция «Улица Подбельского» Московского метрополитена переименована в «Бульвар Рокоссовского».
- 15 июля — около 08:30 сошёл с рельсов состав, следовавший по Арбатско-Покровской линии от станции «Парк Победы» до станции «Славянский бульвар». Катастрофа произошла в двухстах метрах от последней. Число пострадавших 161 человек. Более 118 из них госпитализированы. 24 человека погибло[12].
- 22 июля — на пост начальника Московского метрополитена назначен Дмитрий Пегов, бывший начальник Московского метро Иван Беседин отправлен в отставку в связи с катастрофой в Московском метро 15 июля 2014 года.
- 26 июля — открыта Серебряная линия Вашингтонского метрополитена.
- 30 июля — открыт метрополитен Малаги (Испания).
- 18 августа — открыта станция маршрута Tvärbanan Стокгольмского трамвая Solna station.
- 27 августа — открыта станция «Спартак» на Таганско-Краснопресненской линии Московского метрополитена.
- 11 октября — открыт Ширазский метрополитен (Иран).
- 9 ноября — открыт первый участок Линии C Римского метрополитена с 15 станциями (от «Monte Compatri-Pantano» до «Parco di Centocelle»). Во время открытия произошёл технический сбой, в результате которого первый электропоезд прошёл всего несколько остановок и не доехал до конечной станции.[13].
- 24 ноября — открыт участок второй линии метрополитена Ханчжоу (Китай).
- 8 декабря — открыта станция «Тропарёво» Сокольнической линии Московского метрополитена.
- 26 декабря — состоялось официальное открытие 10-й станции Самарского метрополитена «Алабинская»[14] (закрывалась с 27 декабря 2014 по 1 февраля 2015 г.).

## Происшествия
| Дата      | Метро                   | Погибли | Пострадали | Описание |
| --------- | ----------------------- | ------- | ---------- | --- |
| 21 января | Московский метрополитен | 0       | 0          | В 15:37 дня бетонная свая пробила тоннель Замоскворецкой линии на перегоне между станциями «Автозаводская» и «Коломенская». Картина происшествия была аналогична аварии, случившейся на той же линии 19 марта 2006. На станции Кожухово Малого кольца Московской железной дороги при проведении работ подрядной организацией ОАО «Трансэлектромонтаж» по установке фундамента для опоры контактной сети произошло повреждение тоннеля Московского метрополитена. В этот раз столкновения с поездами не произошло, пострадавших не было. Из-за аварии движение поездов на южной части Замоскворецкой линии от станции «Автозаводская» до станции «Орехово» было перекрыто, на линию вышли 80 автобусов. Движение было восстановлено к 20:00. |
| 15 июля   | Московский метрополитен | 20      | >100       | На Арбатско-Покровской линии утром произошёл сход с рельсов состава, шедшего от «Парка Победы» до «Славянского бульвара». Несколько дней не работал участок «Молодёжная» — «Киевская», движение открыто 19 июля. |